# Vranov (district de Benešov)
Pour les articles homonymes, voir Vranov.
Vranov (en allemand : Wranow) est une commune du district de Benešov, dans la région de Bohême-Centrale, en Tchéquie. Sa population s'élevait à 418 habitants en 2020.

## Géographie
Vranov se trouve à 11 km au nord-est de Benešov et à 35 km au sud-est de Prague.
La commune est limitée par Hvězdonice au nord, par Chocerady et Ostředek à l'est, par Kozmice et Petroupim au sud, et par Přestavlky u Čerčan à l'ouest.
Le village se trouve à 2 km d'un accès à l'autoroute D1, qui passe à la limite nord de la commune.

## Histoire
La première mention écrite de la localité date de 1352.

## Administration
La commune se compose de deux quartiers :
- Vranov
- Vranovská Lhota